# Clarence Chollet
Pour les articles homonymes, voir Chollet.
Clarence Chollet, née le 8 juin 1984 à Saint-Imier (originaire de Maracon), est une personnalité politique suisse, membre des Verts.
Elle est députée du canton de Neuchâtel au Conseil national depuis juin 2025.

## Biographie
Clarence Chollet naît le 8 juin 1984 à Saint-Imier, dans le canton de Berne. Elle est originaire de Maracon, dans le canton de Vaud,. Elle grandit à La Sagne, dans le canton de Neuchâtel, plus précisément dans le hameau de La Corbatière. Son père vient La Chaux-de-Fonds ; sa mère, du Locle.
Elle est titulaire d'un baccalauréat universitaire en sciences de l'environnement de l'Université de Lausanne, obtenu en 2007, et d'une maîtrise universitaire en urbanisme de l'université du Michigan. 
Elle travaille d'abord pour le WWF, dont elle est secrétaire régionale à partir de 2011, puis comme chargée d'affaires en efficacité énergétique pour le Groupe E et enfin comme chef de projet dans l'entreprise Planair,.
En couple et mère de trois enfants, elle vit au Val-de-Ruz, plus précisément dans la localité de Chézard-Saint-Martin, depuis 2014.

## Parcours politique
Clarence Chollet adhère à la section neuchâteloise des Verts en 2006. Elle la préside de 2012 à 2016.
Elle est membre de conseils généraux (législatifs) de 2012 à 2014 et de 2016 à 2017 et, à partir de 2021, de celui du Val-de-Ruz. Elle est également députée au Grand Conseil du canton de Neuchâtel depuis 2017. Elle le préside pendant un an à partir de mai 2022, puis démissionne à la suite de son accession au Conseil national.
Elle est l'assistante parlementaire de la conseillère aux États Céline Vara et du conseiller national Fabien Fivaz à partir de 2022.
Candidate malheureuse au Conseil national en octobre 2023, elle accède à la chambre basse de l'Assemblée fédérale en juin 2025, Fabien Fivaz étant appelé à remplacer Céline Vara, élue au gouvernement neuchâtelois, au Conseil des États.

## Autres mandats
Elle préside à partir de 2024 la section neuchâteloise du lobby Pro Éole.